# رمضان في ليبيا
رؤية هلال شهر رمضان في ليبيا تحدد من قبل دار الإفتاء الليبية، والتي تقوم بالإعلان عن رؤية الهلال بعد مغيب شمس يوم 29 شعبان.
ليبيا غنية بالثقافات المختلفة، ففيها العرب والأمازيغ والطوارق والتبو، بالرغم من ذلك فإن أغلب التقاليد والمأكولات شبيهة عند عموم الشعب الليبي. تعتبر الشربة من أهم الأطباق التي توجد يوميًا في شهر رمضان على المائدة. يقوم أغلب الليبيين بتجهيز المعجنات أكثر من الأطباق الرئيسية الشعبية مثل: المبكبكة أو الرشدة أو الكسكسي، عوضًا عن ذلك يجهزون معجنات مثل: خبزة محشية، البوريك، فركاسي وغيرها.

## الاستعداد لاستقبال رمضان
تبدأ الاستعدادت مع دخول النصف الثاني من شهر شعبان فبعد الاحتفاء إحياء ليلة النصف من شعبان تنطلق العائلات الليبية إلى الأسواق تشتري لوازم شهر الصيام وخصوصا مواد تحضير الحلويات التي تعدها نساء العائلة لسهرات ما بعد التراويح. ومع اقتراب حلول شهر رمضان تبدأ الأسرة في شراء اللحوم بكميات كبيرة، خصوصا اللحم البلدي رغم غلاء أسعاره.

## العادات داخل رمضان

### العشاء الأول
من الضروري أن تجتمع الأسرة بأصولها وفروعها في بيت الوالدين فهناك تأتي كل أسر الأبناء الذكور المتزوجين لتناول أول إفطار في رمضان ومن ضروريات الإفطار أن يحتوى على صحن الشوربة التي تسمى في اللهجة الليبية «الشربة العربية» وهي تؤكل طوال أيام رمضان الكريم. وقبل أن يرتفع الأذان تجتمع الأسرة جالسة على الأرض وتقوم الأم بإعداد القهوة ويحضر الحليب والتمر. يتناول الصائمون جميعا كبارا وصغارا الحليب والتمر ويختص الكبار باحتساء فنجان القهوة المنكهة بمذاق حبة الكزبرة اليابسة بدلا من الهيل وتنتهي جلسة «تحليل الصيام» بذهاب الرجال في الغالب إلى الصلاة في مسجد الحي.

### شهر العبادة
يلهم شهر رمضان الناس أهمية القرب من الله تعالى فيجتهدون في أنواع العبادة وخصوصا تلاوة القرآن ومشاركة المسلمين في صلاة التراويح في المساجد التي تزدحم بهم من الجنسين الرجال والنساء ومما تعارف عليه الناس في ليبيا قراءة العديد من الأدعية بعد كل ركعتين. وفي العشر الأواخر يبدأ الناس صلاة القيام أو التهجد بعد منتصف الليل وحتى وقت السحور وتكثر في المساجد الدروس الدينية.

### سهرات رمضان وأكل «السفنز»
بعد الانتهاء من صلاة التراويح يتوجه الناس إلى محلات بيع الحلويات فقط لشراء ما يعرف بالسفنز في ليبيا والسفنج في تونس والجزائر، وهي حلويات شعبية تعجن بالدقيق والزبدة والسمن قليل من الملح وتقلى بشكل دائري مغلق من الوسط في كثير من الزيت حتى تنضج بانتفاخ أطرافها وجفاف وسطها وتؤكل ساخنة مع العائلة وضيوف رمضان بعد أن تغمس في سكر غير مطحون أو في عسل أو دبس التمر المسمى في ليبيا «رب التمر»

## وداع رمضان واستقبال العيد
في العشر الأواخر تبدأ الأسر التجول في الأسواق بعد صلاة التراويح حتى أوقات متأخرة من الليل لاختيار ملابس العيد وما تبقى من لوازم حلويات العيد كما تقوم بعض الأسر بطلاء داخل البيت استعدادًا للعيد وتعلق الأضواء الملونة وغيرها من أشكال الزينة

### حلويات العيد
تجتمع الجارات وأحيانًا نساء الأسرة لصناعة حلويات العيد التي تحتوي في الغالب عدة أنواع أهمها:
- المقروض ويصنع من السميد ويحشى بالتمر ويرش بالسمسم ويقلى أو يضع في الفرن ويغمس عند التقديم في «القطر»
- الغريبة وتلفظ هكذا «غْرَيِّبَة» وتصنع من الدقيق الأبيض والسمن البلدي وتشكل بهيئة دائرة مغلقة من الداخل ويضع في وسطها لوز
- الكعك ويصنع من الدقيق وهو أنواع:

1. كعك «باسل» أي من غير ملح أو سكر وهو خاص للشاي والقهوة
2. كعك حلو ويقدم للضيوف مع العصير
3. كعك محشو بالتمر

### ليلة العيد
وفيها يلبس الأطفال ملابس وأحيانًا ينامون بملابس العيد من شدة تعلقهم بها ويسهر الكبار حتى وقت صلاة العيد حيث تجهز النساء البيت والحلويات ويعاد ترتيب البيت لاستقبال الضيوف ووفود المهنئين.